# Tumbok Lada
Das Tumbok Lada ist ein Messer aus Indonesien.

## Beschreibung
Das Tumbok Lada, auch Bolado, Peunoewa, Piso Sukul, Gading, Tembok Lada, Toembok Lada, Toemboeq Lada, Toembuk Lada, Tombak Lada, Tombok Lada hat eine gerade, einschneidige Klinge. Die Klinge wird vom Heft zum Ort leicht schmaler. Die Schneide befindet sich auf der konkaven seite der Klinge. Die Klingen werden oft aus Damaszener Stahl hergestellt und haben in der Regel einen oder mehrere Hohlschliffe, die kurz unterhalb des Klingenrückens verlaufen. Die Klingen sind fast genau so gearbeitet wie die Klingen des Sewar, jedoch sind sie breiter und dicker. Der Ort ist spitz oder abgerundet. Das Heft hat kein Parier und ist aus Elfenbein
Die Scheiden sind meist aus Holz und mit Schnitzereien verziert, oder mit Silberblech verkleidet. Der Name stammt von tumbok_= mahlen oder zermalmen. lada= Pfeffer. der Name ist abgeleitet vom Griff des Tumbok Lada abgeleitet, der in der Form des traditionellen Stampfers zum Zermahlen von Pfefferkörnern benutzt wird. Das Tumbok Lada wird von Ethnien aus Sumatra benutzt.